# 자우림
자우림(紫雨林)은 대한민국의 3인조 혼성 록 밴드이다. 기타를 맡은 이선규와 보컬의 김윤아, 베이스 기타의 김진만으로 구성되어 있으며, 드럼의 구태훈은 탈퇴하였다.
자우림은 영화 《꽃을 든 남자》의 사운드트랙에 수록된 노래 〈헤이 헤이 헤이〉로 데뷔했다. 1997년 데뷔 이후 20년 넘게 활동을 이어오고 있는 장수 그룹이다.
2008년 6월에 발표한 7집 이후 3년여 만인 2011년 8월 8집 《陰謀論 (음모론)》으로 음악 활동을 재개하였으며, 컴백과 함께 MBC 우리들의 일밤 《나는 가수다》에 출연을 확정지어 7월 25일부터 경연에 참여하다 2012년 1월 1일 명예졸업을 했다.
8집 앨범 발매를 기념하여 2011년 12월부터 한 달간 북면, 가평, 청평 등에서 자우림 네버 다이라는 이름의 전국투어를 개최하였으며, 2014년에는 JTBC의 로고송을 제작하여 공개한 적도 있다.

## 구성원
- 김윤아 - 보컬, 키보드, 기타
- 이선규 - 기타
- 김진만 - 베이스 기타

### 객원 보컬
- 김윤일 - 서브 보컬

### 이전 구성원
- 구태훈 - 드럼

## 결성 과정
- 1993년 록 밴드 "풀 카운트"에서 김윤아, 구태훈의 만남.
- 1994년 친구의 친구였던 이선규와 김진만의 만남.
- 1995년 이선규, 김진만이 산울림 카피 밴드 "Choco Cream Rolls (CCR)" 결성.
- 1996년 CCR이 홍대 클럽 '블루 데빌'의 전속 밴드로 영입.
- 1996년 11월, PC 통신 나우누리 음악 발표회에서 김진만, 김윤아의 만남.
- 1997년 3월 김윤아가 CCR 합류. 그룹 이름을 "미운 오리"로 변경함.
- 1997년 클럽 '재머스'에서, 김윤아와 구태훈 재회. 구태훈이 미운 오리에 합류.
- 1997년 미운 오리 결성 후 한 달이 채 되지 않아 영화《꽃을 든 남자》의 사운드트랙 참여 제의를 받음. 이를 계기로 아마추어 밴드 느낌의 "미운 오리"라는 이름을 버리고, "자우림"으로 개명.

## 음반 목록

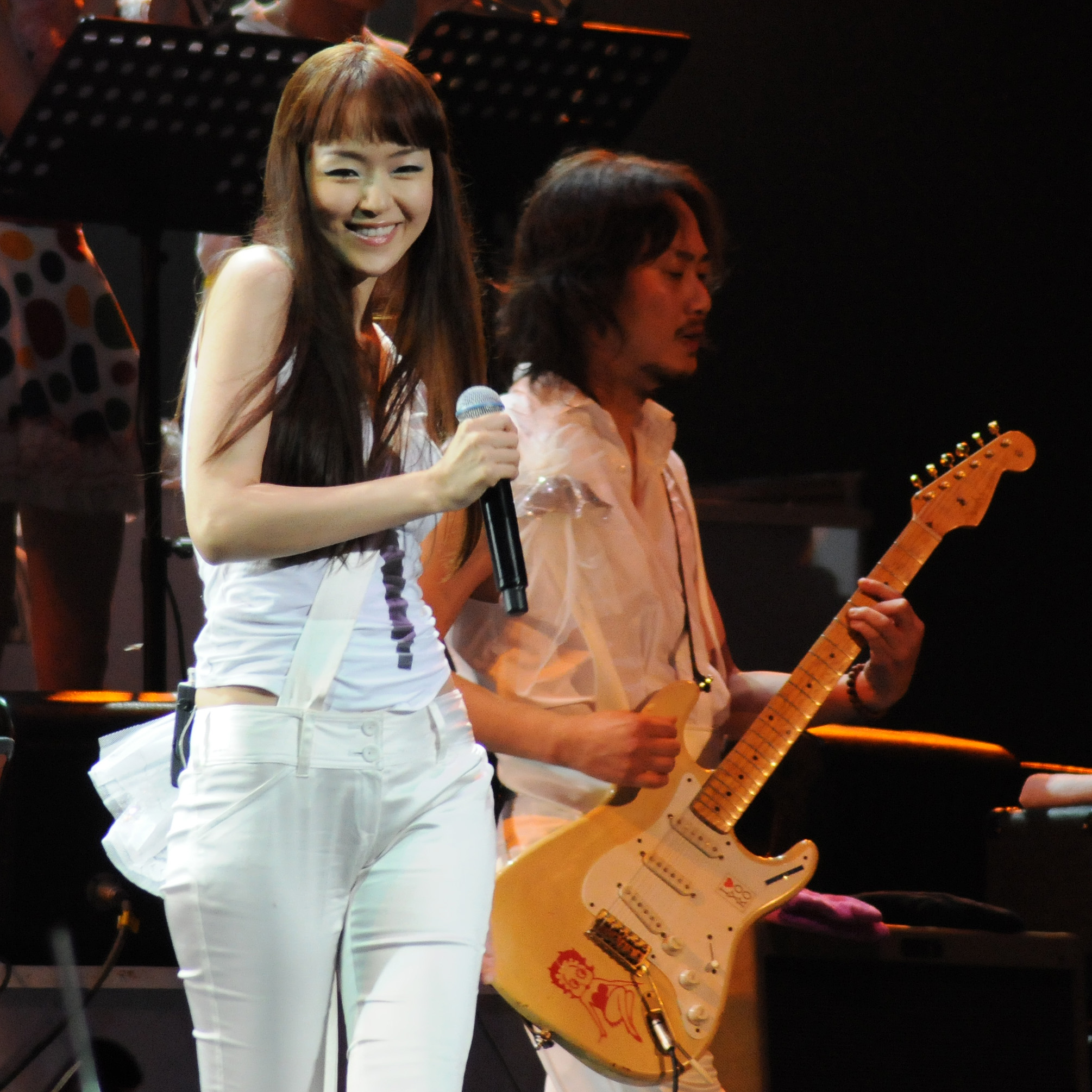
보컬 김윤아.

### 정규 앨범
- 1집 《Purple Heart》 - 1997년 11월
- 2집 《연인(戀人)》 - 1998년 11월
- 3집 《Jaurim, the Wonderland》 - 2000년 7월 4일
- 일본 1집 《Jaurim》 - 2001년 9월 27일
- 4집 《Jaurim 04》 - 2002년 9월 6일
- 일본 2집 《#1》 - 2003년 5월
- 5집 《All You Need Is Love》 - 2004년 10월 15일
- 6집 《Ashes To Ashes》 - 2006년 10월
- 7집 《Ruby Sapphire Diamond》 - 2008년 6월 9일
- 8집 《陰謀論》 - 2011년 8월 18일[4]
- 9집 《Goodbye, grief.》 - 2013년 10월 14일
- 10집 《자우림》 - 2018년 6월 22일
- 11집 《영원한 사랑》 - 2021년 11월 26일

### 비정규 앨범
- 2.5집 《B定規作業》 - 1999년 10월
- 라이브 앨범 《Jaurim "True" Live》 - 2001년 6월
- 일본 싱글 〈HEY GUYZ〉 - 2003년 5월
- 5.5집 《靑春禮讚》 - 2005년 9월
- 〈Spray Love〉 - 2007년 2월
- 싱글 〈플라워 프로젝트〉 - 2007년 6월
- EP 《제목 없는 음반》(Untitled Records) - 2009년 10월[5]
- 《Jaurim Best A/W Collection》 - 2009년 11월[6]
- 《Jaurim Best S/S Collection》 - 2010년 4월[6]
- 편집 앨범 《나는 가수다 - 자우림 SPECIAL EDITION》 - 2013년 1월
- EP 《HOLA!》 - 2020년 7월
- 싱글 <잎새에 적은 노래> - 2021년 6월

### 참여 앨범
- 《꽃을 든 男子》 - 1997년
- 《Tribute: 77 99 22》 - 1999년 9월
- 《Project 2002 The Monsters》 - 2001년 10월
- 《2002 Soccer Festival》 - 2002년 5월
- <<마담 B의 살롱 (Episode 10 - Carnival Amour)>> (10회) - 2008년 6월
- 《앤티크 O.S.T》 - 2009년 3월
- 《거상 김만덕 OST》 - 2010년 3월
- 《숨∞ (Greenplugged Omnibus Album)》 - 2011년 4월
- 《나는 가수다 경연 7-1. 내가 부르고 싶은 노래》 - 2011년 7월
- 《나는 가수다 경연 7-2. 청중평가단 추천곡》 - 2011년 8월
- 《나는 가수다 경연 8-1. 자문위원단이 추천한 명곡 30》 - 2011년 8월
- 《나는 가수다 경연 8-2. 1990년대 명곡》 - 2011년 9월
- 《나는 가수다 경연 9-1. 가수들이 부르고 싶은 노래》 - 2011년 9월
- 《나는 가수다 경연 9-2. 조용필 스페셜》 - 2011년 10월
- 《나는 가수다 경연 10-1. 듀엣곡 부르기》 - 2011년 10월
- 《나는 가수다 경연 10-2. 호주에서 부르고 싶은 노래》 - 2011년 10월
- 《나는 가수다 경연 11-1》 - 2011년 11월
- 《나는 가수다 11-2. 서로의 노래 바꿔 부르기》 - 2011년 11월
- 《나는 가수다 경연 12-1》 - 2011년 11월
- 《나는 가수다 경연 12-2. 산울림 스페셜》 - 2011년 12월
- 《나는 가수다 경연 13-1》 - 2011년 12월
- 《나는 가수다 경연 13-2. 나가수를 빛낸 가수들의 노래》 - 2012년 1월

## 방송
- 2011년 MBC 《우리들의 일밤 - 나는 가수다》
- 2018년 JTBC 《비긴어게인2》
- 2020년 엠넷 《너의 목소리가 보여》

## 광고
- 2001년 한국P&G(현재의 농심켈로그) 프링글스 펑키 소이
- 2005년 롯데칠성음료 펩시콜라
- 2008년 삼성그룹 하하하 캠페인

## 수상
- 2022년 지니 뮤직 어워드 베스트 락 아티스트상
- 2022년 엠넷 아시안 뮤직 어워즈 인스파이어링 어치브먼트상